# Monologion
Il Monologion ("soliloquio") è un saggio di teologia scritto dal monaco e filosofo cristiano Anselmo d'Aosta nel 1076.
Il testo, che è la prima opera filosofica scritta da Anselmo, è incentrato sull'analisi degli attributi divini e sul problema di dimostrare l'esistenza di Dio non con argomenti a priori (cioè basati su una definizione della divinità a sua volta fondata sulla fede nella rivelazione contenuta nella Bibbia), ma piuttosto con argomenti a posteriori (basati cioè su evidenze tratte dal mondo sensibile e sviluppate con procedimenti razionali).

## Inquadramento dell'opera
Il Monologion venne scritto nel periodo in cui Anselmo era priore dell'abbazia benedettina di Notre-Dame du Bec, su richiesta dei suoi discepoli: essi, come Anselmo stesso riporta nel prologo dell'opera, chiesero al loro confratello e maestro di produrre una riflessione sul problema dell'esistenza di Dio che si mantenesse su un piano strettamente razionale – che fosse cioè condotta prescindendo del tutto dalle verità rivelate e che si basasse invece su argomenti logicamente necessari alla luce di evidenze empiriche accessibili a chiunque. L'espediente letterario che Anselmo adottò fu dunque quello di ricostruire il monologo interiore (da cui il titolo) di un uomo che, ignorando o non credendo i contenuti della Bibbia, riflettesse su alcune proprietà della realtà sensibile giungendo autonomamente a scoprire che necessariamente esiste un ente con tutte le caratteristiche del Dio della rivelazione cristiana.
In base alla posizione che aveva assunto rispetto al problema del rapporto che deve sussistere tra ragione e fede per un buon filosofo cristiano, Anselmo riteneva prioritario credere per fede nelle verità della sacra scrittura, tentando solo poi di rafforzare tale fede con la comprensione razionale; come scrisse lui stesso, «non cerco di capire per poter credere, bensì credo per poter comprendere». Tuttavia egli riponeva una grande fiducia nella capacità della ragione umana, purché fosse fondata saldamente sulla rivelazione, di rafforzare la fede rendendone almeno parzialmente intelligibile il mistero o, se non altro, rendendo evidente la necessità di accettare tale mistero; come disse il medievalista francese Étienne Gilson, egli giudicava «presunzione non mettere per prima cosa la fede, [...] negligenza non fare successivamente appello alla ragione». Tale attitudine filosofico-teologica, per cui egli non riteneva ad esempio possibile la vera comprensione dell'essenza di Dio, ma considerava possibile provare al di là di ogni dubbio la sua esistenza, è esemplificata dai due tipi di dimostrazione dell'esistenza di Dio da lui proposti nel Monologion e, in seguito, nel Proslogion.
Il titolo che Anselmo diede inizialmente all'opera era Exemplum meditandi de ratione fidei ("esempio di meditazione sulla razionalità della fede"); esso venne poi cambiato, su consiglio di Ugo di Lione, in Monoloquium de ratione fidei; in seguito il termine latino Monoloquium venne grecizzato in Monologion (parola che però non esiste in greco) mentre de ratione fidei fu fatto cadere.

## Contenuto

### Esistenza di Dio
La dimostrazione dell'esistenza di Dio proposta da Anselmo nel Monologion è di ascendenza platonica, ed è ispirata almeno in parte al neoplatonismo di Agostino d'Ippona. Il fondamentale presupposto di tale prova infatti, a parte la constatazione del fatto che le cose del mondo sono caratterizzate da gradi diversi di perfezione, è la convinzione che se le cose sono più o meno perfette (o comunque presentano una certa caratteristica positiva con un grado maggiore o minore di intensità) ciò dipende dal fatto che tali cose partecipano in maniera più o meno diretta di un ente assolutamente perfetto (o che comunque possiede quella certa caratteristica positiva al massimo grado, in modo assoluto).

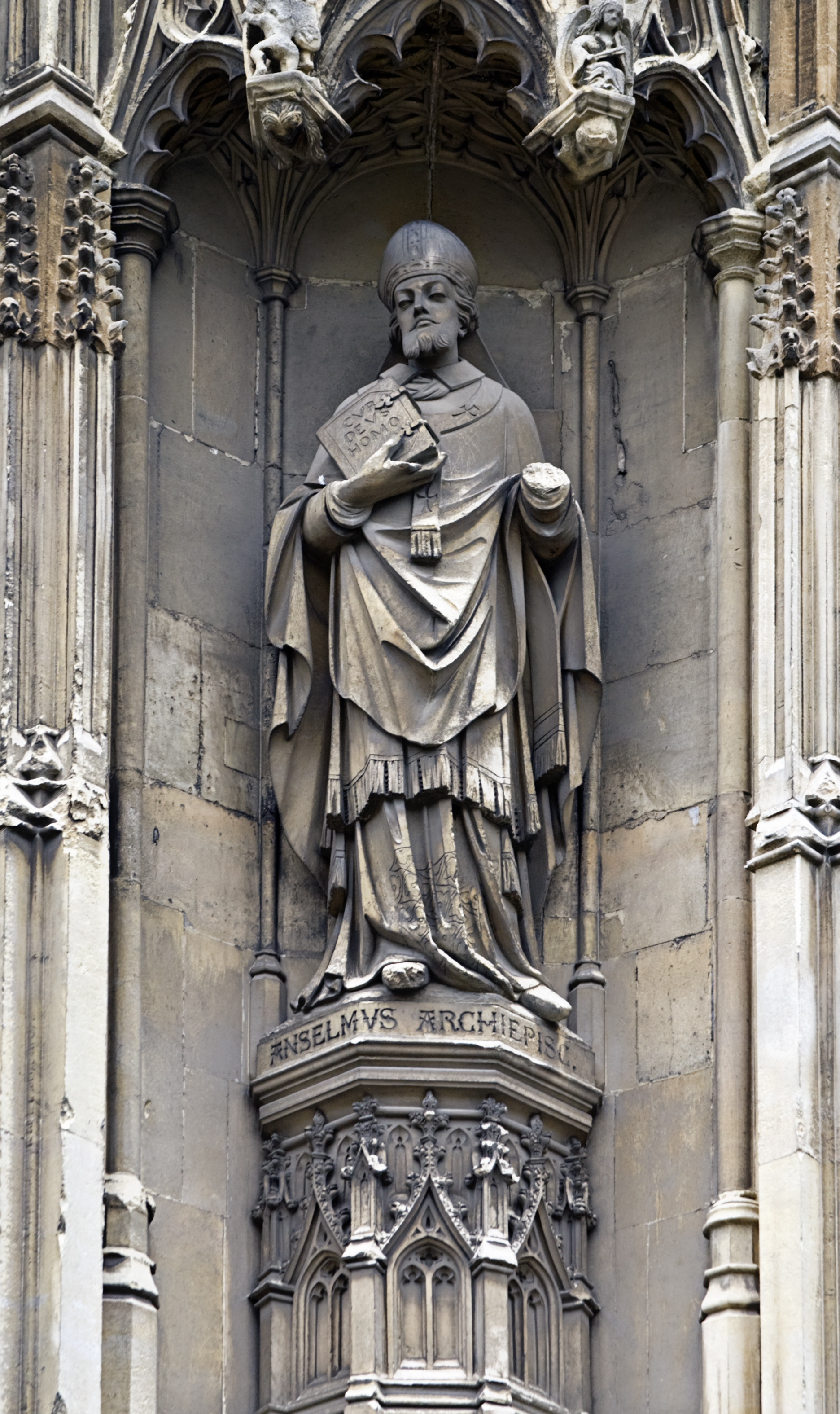
Una statua di Anselmo d'Aosta all'esterno della cattedrale di Canterbury.

Tale idea viene sviluppata, per esempio, a proposito del bene: dal momento che possiamo constatare che esistono nella realtà molti beni, diversi tra loro e buoni in grado maggiore o minore, dobbiamo secondo Anselmo dedurne con certezza che essi sono buoni in virtù di un solo principio del bene assoluto, cioè a causa della loro partecipazione in diverso modo e in diverso grado di un unico sommo bene; tale bene è buono in sé e per sé, mentre ogni altra cosa è buona per esso, cosicché esso si colloca a un livello gerarchicamente superiore a ogni altro bene (dal momento che, come scrisse ancora Gilson, «niente di ciò che è buono per altro è superiore a ciò che è buono per sé»).
Dopodiché, avendo dimostrato che deve esistere un ente che corrisponde al sommo bene, Anselmo applica il medesimo procedimento ad attributi come la perfezione e la stessa esistenza, così da provare che deve esistere qualcosa che è caratterizzato da assoluta perfezione e da assoluta pienezza d'essere (e dal quale tutte le creature finite ricavano la loro misura di perfezione e di esistenza). Per quanto riguarda l'essere, risulta secondo Anselmo che ogni cosa esistente esiste in virtù di una causa, e da questo consegue che tutto ciò che non esiste per sé dipende per la sua esistenza da qualcosa che è appunto "essere per sé"; questo qualcosa può essere unico, nel qual caso è la causa ontologica fondamentale del mondo, o plurale, ma in questo secondo caso tale pluralità di "esseri per sé" sarà accomunata da un'unica «facoltà di esistere per sé» che è a sua volta la causa ontologica fondamentale del mondo; Anselmo prova così l'esistenza di un ente primo, creatore e increato, che esiste per sé e possiede l'esistenza al sommo grado. Per quanto riguarda la perfezione, Anselmo sostiene che è immediatamente evidente a chiunque che gli esseri finiti sono più o meno perfetti e che esiste una gerarchia tale per cui essi possono essere ordinati in base al loro grado di perfezione; ora dal momento che, egli sostiene, è assurdo concepire un numero infinito di esseri, bisogna convenire che deve esistere un ente perfettissimo, tale che nessun altro gli possa essere superiore; se anche esistessero più enti ugualmente perfetti, collocati insieme alla sommità di tale gerarchia, la loro comune perfezione dovrebbe essere dovuta o alla loro comune essenza o a un'altra natura, in entrambi i casi unica e perfettissima.
Secondo Anselmo, tanto l'ente sommamente buono, quanto quello caratterizzato dal sommo grado di esistenza, quanto quello sommamente perfetto, coincidono con il Dio della rivelazione cristiana, cosicché la sua esistenza è stata provata a partire da dati di esperienza come la gradazione del bene e dell'essere.

### Attributi divini
La dimostrazione (secondo le modalità descritte) dell'esistenza di un ente che veniva a coincidere con il Dio biblico metteva già di per sé in evidenza alcuni degli attributi di tale ente: in primo luogo, evidentemente, la sua bontà, la sua perfezione, e il fatto di essere la causa incausata di tutti gli esseri finiti. Tuttavia Anselmo intendeva spingersi oltre nella definizione degli attributi di Dio, e sosteneva quindi che la sua perfezione implicava, per esempio, anche le caratteristiche di eternità e intelligenza.
In effetti solo una piccola parte del Monologion (dal capitolo 1 al 4) è dedicata alla vera e propria dimostrazione dell'esistenza di Dio, mentre la maggior parte (dal capitolo 5 al 65) è consacrata all'analisi degli attributi divini.
Alla luce della dimostrazione del carattere creativo di Dio, dal quale dipende tutto quello che esiste, Anselmo propone una rielaborazione della dottrina del Lògos (Verbo), tradizionalmente inteso come corrispondente alla seconda persona della trinità (il Figlio) e come intermediario tra Dio e il mondo, così come nella filosofia neoplatonica era intermediario tra l'Uno e il mondo. Dopo un'approfondita analisi logica e linguistica (caratteristica del metodo di indagine razionale adottato nel Monologion) di quello che si intende per "nulla" quando nel testo sacro si parla di creazione dal nulla, Anselmo giunge alla conclusione che tutto quello che è stato creato dal nulla esisteva, prima di essere creato, nella mente di Dio. Pertanto, Anselmo sostiene che nella mente di Dio esistono i modelli ideali su cui sono costruiti tutti gli enti finiti che risultano dalla creazione e che la creazione consiste nell'atto con cui Dio pronuncia fra sé e sé il Verbo che è fondamento di tutte le creature.
Anselmo, discutendo dell'analogia che sussiste tra il Verbo divino e il pensiero (o Lògos) umano, sostiene che gli uomini conoscono le cose per mezzo di immagini delle cose stesse, tali immagini essendo tanto più veritiere quanto più aderiscono alla cosa; simmetricamente, in Dio esiste il Verbo, che costituisce l'essenza delle cose, e le cose sono modellate su di esso. La terza persona della trinità, lo Spirito santo, viene identificata con la facoltà umana dell'amore. In Dio, afferma Anselmo, sussistono tre distinte persone che formano una sola essenza e una sola divinità; questo può essere reso più comprensibile alla ragione (secondo il solito schema di intellectus fidei) per mezzo di un'analogia di origine agostiniana: come l'anima umana, pur essendo assolutamente unitaria, si compone di tre facoltà (memoria, intelligenza e volontà) così Dio, pur essendo assolutamente unitario, si compone di tre persone (Padre, Figlio e Spirito santo).
L'autore analizza poi altri modi per descrivere la sostanza divina, e propone di considerarla come ciò che c'è di più grande, di sommo, cioè maggiore di tutte le creature; o, ancora, come ciò che presenta tutte e sole le caratteristiche che è meglio avere piuttosto che non avere. Con ciò, Dio comunque possiede tali caratteristiche in virtù di sé stesso, e non di altri principi; inoltre la molteplicità di tali caratteristiche non significa che Dio sia composito, dal momento che nell'essenza divina ogni attributo coincide con tutti gli altri e con la stessa essenza divina in una suprema unità e semplicità.

## Diffusione e influenza
Le dimostrazioni dell'esistenza di Dio costituiscono, secondo alcuni storici autorevoli, la parte più rilevante dell'intera opera di Anselmo. La prova del Monologion – che non ebbe nella storia della filosofia la stessa importanza della prova ontologica del Proslogion – era cionondimeno assai innovativa per il fatto di non fare appello a nessuna autorità e di basare invece i suoi argomenti su presupposti strettamente razionali. Alcuni, in effetti, rimasero perplessi di fronte a questa innovazione: per esempio Lanfranco di Pavia, già maestro di Anselmo, a cui costui fece leggere il suo testo chiedendogli di giudicarlo, lo approvò non senza consigliare all'autore di aggiungere alcuni riferimenti alla sacra scrittura (anche se, in effetti, questo suggerimento non ebbe seguito, dal momento che Anselmo concepiva il suo lavoro come un approfondimento di quanto Agostino aveva già sostenuto nel suo De Trinitate e si avvaleva dell'esortazione, sempre dovuta ad Agostino, a servirsi della propria ragione per approfondire le verità rivelate). Il testo comunque, dopo essere circolato in forma anonima per qualche tempo, ricevette l'indicazione del nome dell'autore e incontrò generale approvazione.
Tommaso d'Aquino, il quale nel XIII secolo avrebbe contestato la validità della prova del Proslogion, avrebbe invece ripreso le argomentazioni contenute nel Monologion nella quarta via (ex gradu) della sua dimostrazione a posteriori dell'esistenza di Dio.